# Convention pour la protection des personnes à l'égard du traitement automatisé des données à caractère personnel
La Convention pour la protection des personnes à l’égard du traitement automatisé des données à caractère personnel du Conseil de l'Europe, adoptée le 28 janvier 1981 et dite "Convention 108", étend la protection du citoyen et de ses libertés fondamentales plus particulièrement au droit du respect de sa vie privée, en prenant en compte l'augmentation des flux, nationaux et internationaux, de données personnelles au travers de traitement automatisés. Aujourd’hui, 55 pays ont ratifié cette convention, y compris tous les États membres du Conseil de l'Europe.
Cette convention a largement inspiré la directive de la Commission européenne de 1995 sur ce sujet.
Elle a par ailleurs été modernisée en 2018, dans une nouvelle version qualifiée de "Convention 108+".